# 魏源旧居
魏源旧居位于扬州市广陵区新仓巷37号。名“絜园”，由晚清思想家魏源建于道光十五年（1835年）。

## 历史
魏源旧居原规模较大，现在大部被毁，仅存少量建筑，列为扬州市文物保护单位。